# Katsina
Katsina är en stad i norra Nigeria, nära gränsen till Niger och omkring 15 mil norr om Kano. Den är administrativ huvudort för delstaten Katsina och hade 2007 ungefär 459 022 invånare. Nigerias förre president Umaru Yar'Adua var från staden.

## Historia
Katsina var tidigare en stadsstat, troligen grundad runt år 1100 omgiven av en 21 kilometer lång mur. Under 1600- och 1700-talen var staden ett kommersiellt center för Hausaland, en samling stadsstater, av vilka Katsina var den största. Katsina erövrades av fulani 1806, och gjordes till ett emirat. 1903 godtog emiren Abubakar dan Ibrahim brittiskt styre, vilket varade till Nigerias befrielse från det brittiska styret 1960.

## Näringsliv
Staden är centrum i ett stort jordbrukarområde, och är en handels- och marknadsstad med bearbetning av bland annat jordnötter samt hudar och skinn.
I Katsina finns flera informationsteknologiföretag, som tillhandahåller internetanslutning till folket. Det finns också flera lärosäten i staden, som också är känd för en känd 1700-talsmoské med den äldre, runt 15 meter höga Gobarauminareten.